# Capito maculicoronatus
Capito maculicoronatus là một loài chim trong họ Capitonidae.